# Cameron Borthwick-Jackson
Cameron Borthwick Jackson (Manchester, 1997. február 2. –) angol labdarúgó, az Oldham Athleticben játékosa.

## Pályafutása

### Manchester United
Egészen kicsi kora óta a Manchester United utánpótlás csapataiban futballozott, az U18-as csapatban a 2014–2015-ös szezonban 28 mérkőzésen lépett pályára. A következő szezont már az egy évvel idősebbek közt kezdhette meg. A felnőtt csapatban 2015. november 7-én debütált a West Bromwich Albion ellen, csereként állt be a 76. percben a megsérülő Marcos Rojo helyére. Első szezonjában 10 bajnoki mérkőzésen kapott lehetőséget. Az idény végén 2020-ig szerződést hosszabbított.

### Wolverhampton Wanderers
2016. augusztus 22-én a Championshipben szereplő Wolverhampton Wanderers egy szezonra kölcsönvette. Szeptember 10-én a Burton Albion elleni mérkőzésen debütált.

### Leeds United
2017. augusztus 7-én a rivális Leeds United csapatához került kölcsönbe a 2017–18-as szezonra. A Leedsben a Port Vale elleni 4–1-re megnyert Ligakupa mérkőzésen lépett pályára először, bajnokin pedig mindössze egyszer, a Preston North End ellen játszott, augusztus 12-én. 2018. január 16-án visszatért a Manchester Unitedhez.

### Scunthorpe United
2018. július 28-án a League One-ban szereplő Scunthorpe Unitedhez került kölcsönbe a szezon végéig.

### Tranmere Rovers
2019. szeptember 2-án a Tranmere Rovers vette kölcsön a 2019-2020-as szezon végéig. Mindössze öt bajnoki mérkőzésen szerepelt a csapatban 2019 őszén, majd 2020. január 9-én visszatért a Manchester Unitedhez.

### Oldham Athletic
2020. január 24-én az idény hátralevő részére a negyedosztályú Oldham Athletic vette kölcsön. Miután 2020 nyarán a lejáró szerződését nem hosszabbította meg a Manchester Uniteddel, az Oldham két évre szerződtette Borthwick-Jacksont.

### A válogatottban
Sokszoros angol utánpótlás válogatott, az U17-es, majd az U19-es és az U20-as csapatban is pályára lépett.

## Statisztika
Frissítve: 2018. január 7.
| Klub                                 | Szezon         | Bajnokság     | Bajnokság | Kupa          | Kupa  | Ligakupa      | Ligakupa | Nemzetközi kupa | Nemzetközi kupa | Egyéb         | Egyéb | Összesen      | Összesen |
| Klub                                 | Szezon         | Pályára lépés | Gólok     | Pályára lépés | Gólok | Pályára lépés | Gólok    | Pályára lépés   | Gólok           | Pályára lépés | Gólok | Pályára lépés | Gólok    |
| ------------------------------------ | -------------- | ------------- | --------- | ------------- | ----- | ------------- | -------- | --------------- | --------------- | ------------- | ----- | ------------- | -------- |
| Manchester United                    | 2015–16        | 10            | 0         | 3             | 0     | 0             | 0        | 1               | 0               | 0             | 0     | 14            | 0        |
| Wolverhampton Wanderers (kölcsönben) | 2016–17        | 6             | 0         | 0             | 0     | 1             | 0        | —               | —               | —             | —     | 7             | 0        |
| Leeds United (kölcsönben)            | 2017–18        | 1             | 0         | 1             | 0     | 4             | 0        | —               | —               | —             | —     | 6             | 0        |
| Karrier összes                       | Karrier összes | 17            | 0         | 4             | 0     | 5             | 0        | 1               | 0               | 0             | 0     | 27            | 0        |